# Okres
L'okres (pl. okresy; dal ceco e dallo slovacco: distretto) è un tipo di suddivisione territoriale tipica della Cecoslovacchia e, dopo la sua dissoluzione, della Repubblica Ceca e della Slovacchia.
Si tratta di una suddivisione di secondo livello, interna alle regioni (kraje): in particolare, le regioni della Repubblica Ceca comprendevano in tutto 73 distretti, formalmente soppressi il 1º gennaio 2003; le regioni della Slovacchia contano invece 79 distretti. 
I primi okresy furono istituiti a partire dal 1850 per decisione del governo imperiale dell'Austria. Successivamente, l'organizzazione e le funzioni dei distretti tra le regioni ceche e slovacche iniziò a differenziarsi nel corso dei decenni successivi, e furono alla fine unificate nel 1918, con la creazione della Cecoslovacchia.